# Brunon Bendig
Brunon Bendig (ur. 6 października 1938 w Chełmnie, zm. 15 września 2006 w Gdańsku) – polski bokser, medalista olimpijski i wicemistrz Europy.
Walczył w wagach od muszej do piórkowej. Dwukrotnie występował na igrzyskach olimpijskich, oba razy w kategorii koguciej. W Rzymie 1960 wywalczył brązowy medal, wygrywając m.in. z ówczesnym mistrzem Europy Horstem Rascherem (RFN), a w Tokio 1964 przegrał drugą walkę.
Dwukrotnie też startował w Mistrzostwach Europy. W Moskwie 1963 przegrał pierwszą walkę w wadze koguciej, a w Berlinie 1965 zdobył srebrny medal w wadze piórkowej (w finale pokonał go ówczesny mistrz olimpijski Stanisław Stiepaszkin ZSRR).
Bendig był czterokrotnie mistrzem Polski: w wadze koguciej w 1962, 1963 i 1964 oraz w wadze piórkowej w 1965. W 1959 był wicemistrzem w wadze muszej.
Dwadzieścia jeden razy startował w reprezentacji Polski, wygrywając 16 walk.
Reprezentował kluby Wisła Tczew, Zawisza Bydgoszcz, Gedania i Polonia Gdańsk.
Pochowany na Cmentarzu Garnizonowym w Gdańsku (kwatera 23, rząd 8, grób 1).

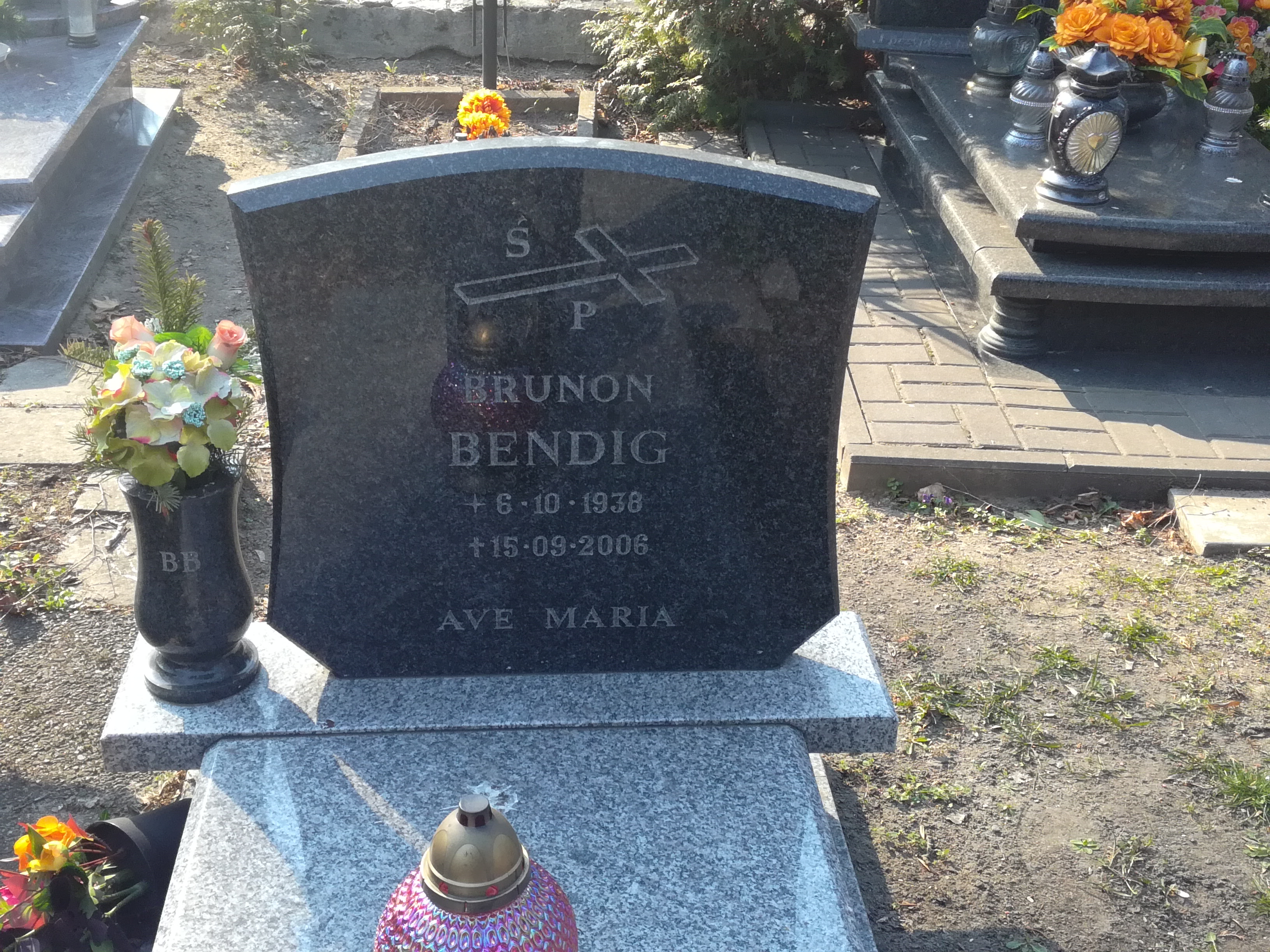
Grób Brunona Bendiga na Cmentarzu Garnizonowym w Gdańsku